# Medebek
Die Medebek ist ein kleiner Bach in der Hansestadt Lübeck.

## Name
Der Bach wurde im Jahr 1426 als Meghedebeke schriftlich erwähnt. Das Bestimmungswort bildet das mittelniederdeutsche Wort māget,
mēget für 'Mädchen, junge Frau'.

## Verlauf
Sie entspringt im Stadtteil St. Gertrud im Bezirk Marli/Brandenbaum, im ehemaligen Landbezirk Wesloe, westlich der Wesloer Wiesen und nördlich der Wesloer Landstraße. Der historische Verlauf  wurde durch den Bau des Damms der Lübecker Hafenbahn durchschnitten und erheblich verändert. Sie fließt jetzt in nordöstlicher Richtung durch das Lauerholz, weiter unter der Travemünder Allee, nun leicht westlich an der Medebekstraße, der sie den Namen gibt, entlang und mündet schließlich in das Naturschutzgebiet Schellbruch und damit in die Trave südlich der Schwartaueinmündung und der Halbinsel, auf der einst Liubice, Alt-Lübeck, gelegen war.

## Geschichte

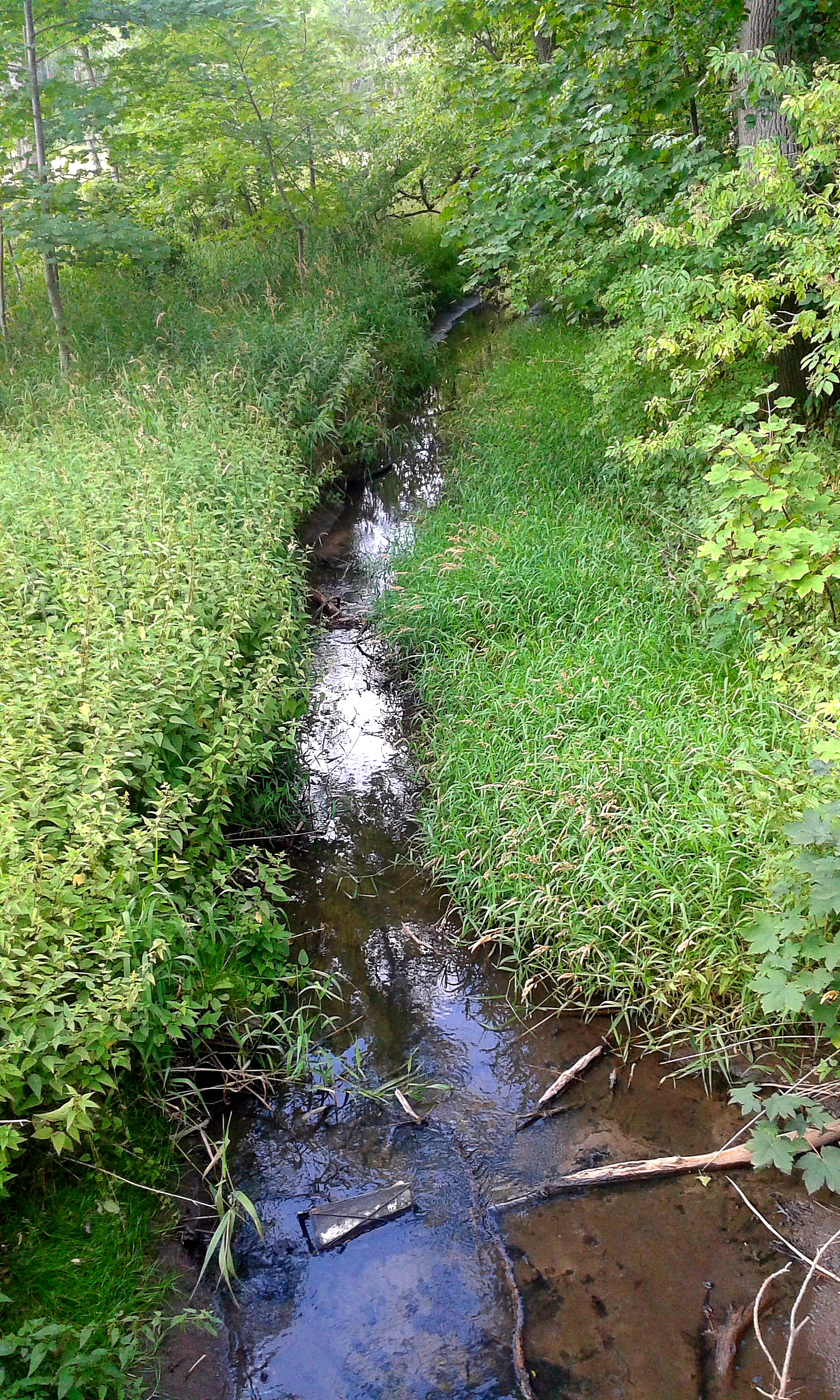
Medebek nördlich der Medebekstraße

Die Medebek war in der Vergangenheit Schauplatz diverser Renaturierungsversuche, so wurde unter anderem ein 175.000 Euro teures Projekt verabschiedet und im Jahr 2002 durchgeführt. Die Medebek ist ein wichtiger Vorfluter für St. Gertrud, der Oberflächenwasser aus den bebauten Gebieten in den Forst leitet, wo es dringend benötigt wird. Sie ist nun weit weniger verschmutzt als noch vor einigen Jahren und bietet wieder relativ gute Wasserqualität und Artenvielfalt.